# Valentine Pelka
Valentine Pelka (Dewsbury, 23 febbraio 1956) è un attore britannico.

## Filmografia

### Cinema
- King David, regia di Bruce Beresford (1985)
- Nanou, regia di Conny Templeman (1986)
- Remando nel vento (Remando al viento), regia di Gonzalo Suárez (1988)
- Il primo cavaliere (First Knight), regia di Jerry Zucker (1995)
- La legge dell'amore (What Rats Won't Do), regia di Alastair Reid (1998)
- Sabotage!, regia di Esteban Ibarretxe e Jose Miguel Ibarretxe (2000)
- Il pianista (The Pianist), regia di Roman Polański (2002)
- Sotto il sole della Toscana (Under the Tuscan Sun), regia di Audrey Wells (2003)
- 8mm 2 - Inferno di velluto (8MM 2), regia di J. S. Cardone (2005)
- Double Identity, regia di Dennis Dimster (2009)
- 111, regia di Jason Moola - cortometraggio (2012)
- Defining Fay, regia di Sasha C. Damjanovski - cortometraggio (2012)
- I Spit on Your Grave 2, regia di Steven R. Monroe (2013)
- The Power, regia di Paul Hills (2015)
- Zavtrak u papy, regia di Maria Kravchenko (2016)
- Macbeth, regia di Kit Monkman (2018)

### Televisione
- Papa Giovanni Paolo II (Pope John Paul II), regia di Herbert Wise – film TV (1984)
- Sacharov (Sakharov), regia di Jack Gold – film TV (1984)
- If Tomorrow Comes – serie TV, episodio 1x02 (1986)
- Robin Hood (Robin of Sherwood) – serie TV, episodio 3x05 (1986)
- Lytton's Diary – serie TV, episodio 2x03 (1986)
- Great Performances – serie TV, episodio 15x01 (1987)
- Hold the Dream – miniserie TV, episodio 1x01 (1987)
- Pulaski – serie TV, episodio 1x01 (1987)
- Le nuove avventure di Guglielmo Tell (Crossbow) – serie TV, 6 episodi (1987)
- Rockliffe's Folly – serie TV, episodio 1x04 (1988)
- A Quiet Conspiracy – miniserie TV, episodi 1x03-1x04 (1989)
- A Beginners Guide to Freud, regia di Stacy Marking – film TV (1989)
- Boon – serie TV, episodio 4x09 (1989)
- Campion – serie TV, episodi 2x01-2x02 (1990)
- Zorro – serie TV, episodio 1x17 (1990)
- South of the Border – serie TV, episodio 2x06 (1990)
- Casualty – serie TV, episodio 5x06 (1990)
- Metropolitan Police (The Bill) – serie TV, episodio 7x14 (1991)
- Bookmark – serie TV, episodio 10x06 (1992)
- Peak Practice – serie TV, episodio 2x12 (1994)
- Good King Wenceslas, regia di Michael Tuchner – film TV (1994)
- The Plant, regia di Jonathan Lewis – film TV (1995)
- Heartbeat – serie TV, episodio 5x14 (1995)
- Cadfael - I misteri dell'abbazia (Cadfael) – serie TV, episodio 2x01 (1995)
- In Suspicious Circumstances – serie TV, episodio 5x07 (1996)
- Ivanhoe – miniserie TV, 4 episodi (1997)
- Family Affairs – serie TV (1997)
- Mortimer's Law – serie TV, episodi 1x01-1x02-1x04 (1998)
- Highlander – serie TV, 5 episodi (1997-1998)
- Bugs - Le spie senza volto (Bugs) – serie TV (1999)
- The Last of the Blonde Bombshells – film TV (2000)
- La regina di spade (Queen of Swords) – serie TV (2000–2001)
- Prime Suspect 6 - The Last witness – film TV (2003)
- Hustle - I signori della truffa (Hustle) – serie TV (2003)
- Lie With Me – film TV (2004)
- Egypt – serie TV (2005)
- Seven Days – serie TV (2015)

## Doppiatori italiani
- Nino Prester in La Regina di Spade
- Gianni Williams in King David
- Gianni Bersanetti in Zorro (S1e17)